# Agresivní virus
Agresivní virus (v anglickém originále The Strain) je americký hororový sci-fi televizní seriál natočený na motivy stejnojmenné knižní předlohy (v češtině pod názvem Zhoubný kmen: Nákaza) z pera Guillerma del Tora a Chucka Hogana z roku 2009. Oba autoři se ujali práce na scénáři. Natáčení pro stanici FX bylo zahájeno v prosinci 2013. Objednáno bylo 13 dílů pro první řadu, která měla premiéru 13. července 2014. 12. července 2015 měla premiéru druhá řada, která obsahuje také 13 dílů. Třetí řada s 10 díly měla premiéru 28. srpna 2016. Poslední čtvrtá řada seriálu měla premiéru 16. července 2017 a obsahovala taktéž 10 dílů.

## Příběh
V New Yorku přistane Boeing 777 a brzy se ukáže, že všichni na jeho palubě jsou mrtví. Protože panuje obava z neznámé nákazy, je na místo vyslán vyšetřovací tým Centra pro kontrolu nemocí, který vede Dr. Ephraim "Eph" Goodweather. Ve stejnou chvíli si na opačné straně města starý židovský profesor uvědomí, že byla právě vypálena první salva přicházející války. Na palubě onoho spoje totiž do města dorazil upíří virus a velmi rychle se začíná nekontrolovaně šířit do ulic. Nikdo v první chvíli nemá tušení, s čím přesně se lidstvo potýká a je možné, že reakce přijde příliš pozdě.

## Hlavní postavy
- Corey Stoll - Dr. Ephraim "Eph" Goodweather
- Natalie Brown - Kelly Goodweather
- David Bradley - Professor Abraham Setrakian
- Robert Maillet - The Master
- Roger R. Cross - Mr. Fitzwilliams
- Sean Astin - Jim Kent
- Kevin Durand - Vasiliy Fet
- Mía Maestro
- Jonathan Hyde
- Richard Sammel
- Javier Botet
- Miguel Gomez
- Jack Kesy
- Francis Capra
- Melanie Merkosky

## Vysílání
| Řada | Díly | Premiéra v USA    | Premiéra v USA | Premiéra v ČR   | Premiéra v ČR      |
| Řada | Díly | První díl         | Poslední díl   | První díl       |                    |
| ---- | ---- | ----------------- | -------------- | --------------- | ------------------ |
| 1    | 13   | 13. července 2014 | 5. října 2014  | 21. března 2016 | 13. června 2016    |
| 2    | 13   | 12. července 2015 | 4. října 2015  | 29. srpna 2016  | 21. listopadu 2016 |
| 3    | 10   | 28. srpna 2016    | 30. října 2016 | 23. dubna 2018  | 27. května 2018    |
| 4    | 10   | 16. července 2017 | 17. září 2017  | nebylo vysíláno | nebylo vysíláno    |